# Prototype (石川智晶の曲)
「Prototype」（プロトタイプ）は、石川智晶の5枚目（通算6枚目）のシングルである。発売元はJVCエンタテインメント・flying DOGレーベル。

## 解説
前作「1/2（はんぶん）」から1年ぶりとなるシングル。See-Saw時代の楽曲「あんなに一緒だったのに」（2003年）「君は僕に似ている」（2005年）に続いて、ガンダムシリーズのエンディングテーマに起用された。
オリコン週間シングルチャートでは最高3位を記録。石川がソロ活動に移行してから初のトップ10入りを果たし、See-Saw時代を含めても自身最高順位となった。
本作のCMスポットでは、『機動戦士ガンダム00』でアレルヤ・ハプティズム役を務めた吉野裕行がナレーションを担当した。

## 収録曲
収録された2曲はどちらもMBS・TBS系テレビアニメ『機動戦士ガンダム00』セカンドシーズンに使用されている。
（全作詞・作曲：石川智晶、編曲：西田マサラ）
1. Prototype [5:43]
  - テレビアニメ『機動戦士ガンダム00』セカンドシーズン第1期（第2話 - 第13話）エンディング主題歌
  - 自分を見失いそうな少年を描き、ハードなアレンジの中に暖かく優しいボーカルを組み込んだ構成とした[1]。
2. squall [4:44]
  - テレビアニメ『機動戦士ガンダム00』イメージソング
3. Prototype（without vocal）
4. squall（without vocal）